# All My Love
 (février 2017).
Si vous disposez d'ouvrages ou d'articles de référence ou si vous connaissez des sites web de qualité traitant du thème abordé ici, merci de compléter l'article en donnant les références utiles à sa vérifiabilité et en les liant à la section « Notes et références ».
Pistes de In Through the Out Door
Carrouselambra
(5) I'm Gonna Crawl
(7)
All My Love est une chanson du groupe de rock anglais Led Zeppelin. Elle est parue sur l'album In Through the Out Door le 15 août 1979.
Elle fait référence au fils de Robert Plant, Karac, mort à l'âge de cinq ans d'une infection à l'estomac le 27 juillet 1977.